# Concentré de complexe de prothrombine
Le concentré de complexe de prothrombine ( CCP ), également connu sous le nom de complexe de facteur IX, est un médicament composé des facteurs de coagulation  II, IX et X. Certaines versions contiennent également le facteur VII.

## Usage médical
Il est utilisé pour traiter et prévenir les saignements dans l'hémophilie B si le facteur IX pur n'est pas disponible,. Il peut également être utilisé chez ceux qui n'ont pas suffisamment de ces facteurs pour d'autres raisons, comme un traitement à la warfarine. Il est administré par injection lente dans une veine.

## Effets secondaires
Les effets secondaires courants comprennent les réactions allergiques, les maux de tête, les vomissements et la somnolence,. D'autres effets secondaires graves incluent les caillots sanguins qui peuvent entraîner une crise cardiaque, un accident vasculaire cérébral, une embolie pulmonaire ou une thrombose veineuse profonde. Des anticorps peuvent se former après une utilisation à long terme, de sorte que les doses futures seront moins efficaces.

## Histoire et coût
Le concentré de complexe prothrombique est entré dans l'usage médical dans les années 1960. Il figure sur la liste des médicaments essentiels de l'Organisation mondiale de la santé,. Il est fabriqué à partir de plasma humain; une version fabriquée par des méthodes recombinantes qui ne contient que du facteur IX est également disponible. Aux États-Unis, une dose de PCC coûte environ 900 USD. Un certain nombre de formulations différentes sont disponibles dans le monde.